# إيفا إكلوند
إيفا إكلوند (بالدنماركية: Eva Eklund)‏ هي صاحبة مطعم ومغنية وملحنة دنماركية، ولدت في 17 ديسمبر 1922، وتوفيت في 19 نوفمبر 2015.

## وصلات خارجية
- إيفا إكلوند على موقع قاعدة بيانات الفيلم (الإنجليزية)